# مساحة الإسقاط

مثال على مساحة الإسقاط من ثلمة صلدة.

مساحة الإسقاط هي مقياس مساحات ثنائي الأبعاد لأي جسم ثلاثي الأبعاد من خلال إسقاط شكله على المستوى التحكمي. وكثيرًا ما يستخدم هذا في مجالات الهندسة الميكانيكية ذات الصلة، وعلى وجه الخصوص اختبار الصلادة والضغط المحوري والسرعة النهائية.
والتعريف الهندسي لمساحة الإسقاط هو : «مستقيم الإسقاط المتوازي على سطح أي شكل مستوٍ». وتمت ترجمته إلى المعادلة:
{\displaystyle A_{projected}=\int _{A}\cos {\beta }\,dA}
حيث إن A هي المنطقة الأساسية، و {\displaystyle \beta \,} هي الزاوية بين السطح الطبيعي إلى سطح A ومن السطح الطبيعي إلى المسطح التحكمي الذي نستهدفه. أما بالنسبة للأشكال الأساسية فقد تم إدراج النتائج في الجدول أدناه.
| الشكل           | المساحة                      | مساحة الإسقاط                                     |
| --------------- | ---------------------------- | ------------------------------------------------- |
| المستطيل المسطح | {\displaystyle A=L\times W}  | {\displaystyle A_{proj}=L\times Wcos{\beta }}     |
| القرص الدائري   | {\displaystyle A=\pi r^{2}}  | {\displaystyle A_{proj}=\pi r^{2}cos{\beta }}     |
| الجسم الكروي    | {\displaystyle A=4\pi r^{2}} | {\displaystyle A_{proj}={\frac {A}{4}}=\pi r^{2}} |